# SMS Grille
Pour les articles homonymes, voir Grill (homonymie).

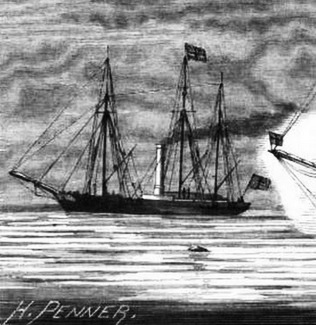
Le SMS Grille avant sa modernisation

Le SMS Grille est un navire qui fut d'abord commandé pour 648 000 thalers au chantier naval Augustin Normand du Havre pour être un yacht de la famille royale de Prusse et ensuite fut affecté comme aviso à la marine prussienne, puis à la marine impériale allemande. Lancé le 9 septembre 1857 et mis en service le 3 juin 1858, c'est le navire qui demeura le plus longtemps au service de la marine allemande de cette époque, puisqu'il fut démantelé en 1920 à Hambourg.
Son nom (qui signifie grillon en allemand) a été choisi par Frédéric-Guillaume IV de Prusse d'après l'œuvre éponyme de la femme de lettres Charlotte Birch-Pfeiffer (1800-1868).
Otto von Diederichs y sert comme jeune officier alors que le navire était encore un yacht royal avant la guerre de 1870. Pendant le conflit, le SMS Grille combat au large de Rügen contre la marine française le 17 août 1870. Curt von Maltzahn fait alors partie des jeunes officiers à bord.
Le navire a été plusieurs fois modifié et modernisé par la suite. Il sert de navire-école à partir de 1892 et il est démoli en 1920.

## Données techniques
Ce trois-mâts mesure 57 mètres de longueur et 7,38 mètre de largeur pour un tirant d'eau de 3,20 mètres. Il possède un tonnage maximal de 491 t. et une machinerie à vapeur à l'anglaise pouvant lui faire atteindre 13 nœuds. Sa charpente est en chêne et ses revêtements en acajou. Son équipage est composé de soixante-dix à soixante-dix-huit hommes et son armement constitué de deux canons de 12 de calibre, puis après 1879 d'un canon de 12,5 et de deux canons de 8, et en plus après 1882 de six canons de 3,7.

## Source
- (de) Cet article est partiellement ou en totalité issu de l’article de Wikipédia en allemand intitulé « SMS Grille (1857) » (voir la liste des auteurs).